# Esfenocorona
En geometría, la esfenocorona es uno de los sólidos de Johnson (J86).
Es uno de los sólidos de Johnson elementales que no se obtienen a partir de manipulaciones de "cortado y pegado" de sólidos platónicos y arquimedianos.
Los 92 sólidos de Johnson fueron nombrados y descritos por Norman Johnson en 1966.